# Rhynchospora aberrans
Rhynchospora aberrans är en halvgräsart som beskrevs av Charles Baron Clarke. Rhynchospora aberrans ingår i släktet småag, och familjen halvgräs. Inga underarter finns listade i Catalogue of Life.